# 2007-es portugál rali

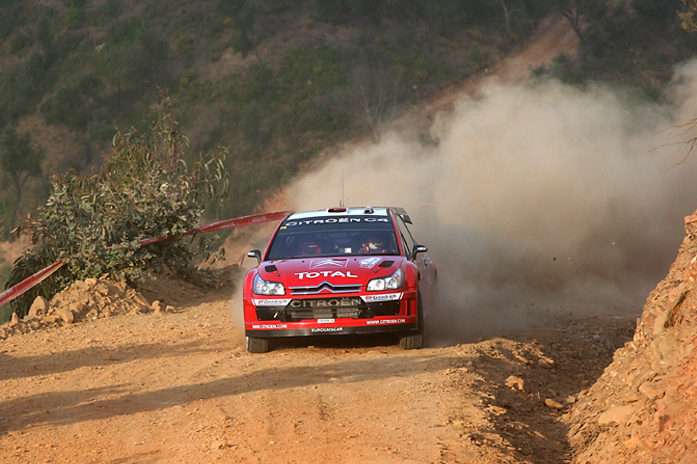
A verseny győztes párosa: Sébastien Loeb és Daniel Elena

A 2007-es portugál rali (hivatalosan: 41º Vodafone Rally de Portugal) volt a 2007-es rali-világbajnokság ötödik futama. Március 30 és április 1 között került megrendezésre, 18 gyorsasági szakaszból állt, melyek össztávja 357 kilométert tett ki. A versenyen 80 páros indult, melyből 61 ért célba.
A versenyt Sébastien Loeb nyerte, Petter Solberg és Dani Sordo előtt.
A futam a junior ralibajnokság futama is volt egyben. Ezt az értékelést a svéd Per-Gunnar Andersson nyerte, Urmo Aava és ifj. Béres József előtt.

## Beszámoló
Első nap
Második nap
Harmadik nap

## Szakaszok
| Nap                                | #   | Rajtidő | Szakasz             | Hossz    | Győztes         | Idő     | Átlag seb.  | Versenyben vezető |
| ---------------------------------- | --- | ------- | ------------------- | -------- | --------------- | ------- | ----------- | ----------------- |
| 1. nap (Március 29) - (Március 30) | 1.  | 17:35   | SSS Estadio Algarve | 2.20 km  | Marcus Grönholm | 2:05.8  | 62.96 km/h  | Marcus Grönholm   |
| 1. nap (Március 29) - (Március 30) | 2.  | 10:27   | Tavira 1            | 19.92 km | Mikko Hirvonen  | 14:07.5 | 84.62 km/h  | Marcus Grönholm   |
| 1. nap (Március 29) - (Március 30) | 3.  | 11:27   | Serra de Tavira 1   | 24.37 km | Marcus Grönholm | 16:30.1 | 88.61 km/h  | Marcus Grönholm   |
| 1. nap (Március 29) - (Március 30) | 4.  | 12:15   | S. Bras de Alportel | 16.70 km | Sébastien Loeb  | 11:24.3 | 87.86 km/h  | Marcus Grönholm   |
| 1. nap (Március 29) - (Március 30) | 5.  | 14:44   | Tavira 2            | 19.92 km | Marcus Grönholm | 13:52.3 | 86.16 km/h  | Marcus Grönholm   |
| 1. nap (Március 29) - (Március 30) | 6.  | 15:44   | Serra de Tavira 2   | 24.37 km | Sébastien Loeb  | 16:10.2 | 90.43 km/h  | Marcus Grönholm   |
| 1. nap (Március 29) - (Március 30) | 7.  | 16:32   | S. Bras de Alportel | 16.70 km | Sébastien Loeb  | 11:10.6 | 89.65 km/h  | Sébastien Loeb    |
| 2. nap (Március 31)                | 8.  | 09:48   | Silves / Ourique 1  | 30.69 km | Sébastien Loeb  | 21:36.5 | 85.22 km/h  | Sébastien Loeb    |
| 2. nap (Március 31)                | 9.  | 10:37   | Ourique 1           | 24.87 km | Sébastien Loeb  | 14:59.9 | 99.49 km/h  | Sébastien Loeb    |
| 2. nap (Március 31)                | 10. | 11:32   | Almodovar 1         | 20.88 km | Sébastien Loeb  | 11:40.5 | 107.31 km/h | Sébastien Loeb    |
| 2. nap (Március 31)                | 11. | 14:50   | Silves / Ourique 2  | 30.69 km | Sébastien Loeb  | 20:16.0 | 90.86 km/h  | Sébastien Loeb    |
| 2. nap (Március 31)                | 12. | 15:39   | Ourique 2           | 24.87 km | Sébastien Loeb  | 14:35.0 | 102.32 km/h | Sébastien Loeb    |
| 2. nap (Március 31)                | 13. | 16:34   | Almodovar 2         | 20.88 km | Sébastien Loeb  | 11:38.6 | 107.6 km/h  | Sébastien Loeb    |
| 3. nap (Április 1)                 | 14. | 08:07   | Loule / Almodovar 1 | 17.60 km | Mikko Hirvonen  | 11:18.0 | 93.45 km/h  | Sébastien Loeb    |
| 3. nap (Április 1)                 | 15. | 08:39   | Loule 1             | 22.70 km | Sébastien Loeb  | 14:09.3 | 96.22 km/h  | Sébastien Loeb    |
| 3. nap (Április 1)                 | 16. | 11:42   | Loule / Almodovar 2 | 17.60 km | Marcus Grönholm | 11:11.1 | 94.41 km/h  | Sébastien Loeb    |
| 3. nap (Április 1)                 | 17. | 12:14   | Loule 2             | 22.70 km | Marcus Grönholm | 14:02.0 | 97.05 km/h  | Sébastien Loeb    |
| 3. nap (Április 1)                 | 18. | 14:00   | Estadio Algarve 2   | 2.20 km  | Sébastien Loeb  | 2:06.8  | 62.46 km/h  | Sébastien Loeb    |

## Végeredmény
|                                                                                   | Versenyző            | Navigátor           | Autó                 | Idő           | Különbség | Pont |
| --------------------------------------------------------------------------------- | -------------------- | ------------------- | -------------------- | ------------- | --------- | ---- |
| 1.                                                                                | Sebastien Loeb       | Daniel Elena        | Citroën C4 WRC       | 3:53:33.1     | 0.0       | 10   |
| 2.                                                                                | Petter Solberg       | Phil Mills          | Subaru Impreza WRC   | 3:56:47.0     | 3:13.9    | 8    |
| 3.                                                                                | Daniel Sordo         | Marc Marti          | Citroën C4 WRC       | 3:58:38.4     | 5:05.3    | 6    |
| 4.                                                                                | Marcus Grönholm      | Timo Rautiainen     | Ford Focus RS WRC 06 | 3:59:10.2 [1] | 5:37.1    | 5    |
| 5.                                                                                | Mikko Hirvonen       | Jarmo Lehtinen      | Ford Focus RS WRC 06 | 4:00:41.2 [1] | 7:08.1    | 4    |
| 6.                                                                                | Daniel Carlsson      | Denis Giraudet      | Citroën Xsara WRC    | 4:01:46.3     | 8:13.2    | 3    |
| 7.                                                                                | Gigi Galli           | Giovanni Bernacchni | Citroën Xsara WRC    | 4:03:12.7     | 9:39.6    | 2    |
| 8.                                                                                | Jari-Matti Latvala   | Miikka Anttila      | Ford Focus RS WRC 06 | 4:04:18.0 [1] | 10:44.9   | 1    |
| [1] — Minden Ford Focus RS WRC 06-al versenyző pilóta 5 perc időbüntetést kapott. |                      |                     |                      |               |           |      |
| JRC                                                                               |                      |                     |                      |               |           |      |
| 1. (14.)                                                                          | Per-Gunnar Andersson | Jonas Andersson     | Suzuki Swift S1600   | 4:22:43.4     | 0.0       | 10   |
| 2. (15.)                                                                          | Urmo Aava            | Kuldar Sikk         | Suzuki Swift S1600   | 4:22:47.1     | 3.7       | 8    |
| 3. (18.)                                                                          | ifj. Béres József    | Petr Starý          | Renault Clio S1600   | 4:30:32.3     | 7:48.9    | 6    |
| 4. (21.)                                                                          | Jaan Mölder jr.      | Katrin Becker       | Suzuki Swift S1600   | 4:34.39.9     | 11:56.5   | 5    |
| 5. (22.)                                                                          | Andrea Cortinovis    | Flavio Zanella      | Renault Clio S1600   | 4:37.37.2     | 14:53.8   | 4    |
| 6. (26.)                                                                          | Manuel Rueda         | Borja Rozada        | Renault Clio R3      | 4:43:38.1     | 20:54.7   | 3    |
| 7. (30.)                                                                          | Shaun Gallagher      | Clive Jenkins       | Citroën C2 S1600     | 4:49:23.3     | 26:39.9   | 2    |
| 8. (32.)                                                                          | Vilius Rožukas       | Audrius Šošas       | Suzuki Swift S1600   | 4:55:58.3     | 33:14.9   | 1    |